# Sarah Diefenbach
Sarah Diefenbach (* 1982 in Darmstadt) ist eine deutsche Psychologin und Publizistin. Seit 2015 ist sie Professorin für Wirtschaftspsychologie an der Ludwig-Maximilians-Universität München.

## Leben
An der Technischen Universität Darmstadt studierte sie Psychologie und Informatik.
Seit 2007 erforscht sie das Konsumentenerleben und die Gestaltung interaktiver Produkte unter psychologischen Gesichtspunkten. Diefenbach promovierte 2012 an der Universität Koblenz-Landau. In ihrer Dissertation untersuchte sie die Bedeutsamkeit hedonistischer und utilitaristischer Produktattribute für Wahl und Erleben und den besonderen Einfluss von Rechtfertigung (Hedonic Dilemma).
Anschließend war sie in interdisziplinären Arbeitsgruppen (Psychologie, Gestaltung, Informatik) an der Julius-Maximilians-Universität Würzburg und der Folkwang Universität der Künste in Essen tätig. In mehreren vom Bundesministerium für Bildung und Forschung geförderten Verbundvorhaben entwickelte sie Methoden für User Experience (UX) Evaluation und Gestaltung, welche Einsatz in Wissenschaft und Praxis finden.
Diefenbach wurde 2015 als Professorin für Wirtschaftspsychologie an der Ludwig-Maximilians-Universität München berufen. Daneben ist sie Mitherausgeberin der i-com - Journal of Interactive Media. In der German UPA, Berufsverband der deutschen Usability und User Experience Professionals, engagiert sich Diefenbach in der Durchführung des jährlichen Branchenreports.

## Mitgliedschaften
- Sie ist Mitglied des 2020 gegründeten Netzwerks Wissenschaftsfreiheit.[6]

## Bücher
- Digitale Depression: Wie neue Medien unser Glücksempfinden verändern. (mit Daniel Ullrich) mvg Verlag, 2016, ISBN 978-3-86882-664-7
- Psychologie in der nutzerzentrierten Produktgestaltung: Mensch-Technik-Interaktion-Erlebnis (Die Wirtschaftspsychologie). Springer, 2017, ISBN 978-3-662-53025-2
- Es war doch gut gemeint: Wie Political Correctness unsere freiheitliche Gesellschaft zerstört. (mit Daniel Ullrich) Riva Verlag, 2017, ISBN 978-3-7423-0342-4
- Sprechverbot: Wie Political Correctness unsere Gesellschaft spaltet. (mit Daniel Ullrich) Riva Verlag, 2022, ISBN 978-3-7423-2085-8